# Terminal kontenerowy w Świnoujściu
Ten artykuł dotyczy przyszłego wydarzenia. Informacje w nim zawarte mogą się zmienić wraz z pojawieniem się nowych faktów, a początkowe doniesienia mogą być niepewne. Ostatnie aktualizacje tego artykułu mogą nie odzwierciedlać najbardziej aktualnych informacji.
Głębokowodny terminal kontenerowy w Świnoujściu – planowany terminal kontenerowy mający powstać na prawobrzeżnej części Świnoujścia, a na brzegu morskim na Wyspie Wolin. Zlokalizowany ma być na wschód od falochronu osłonowego portu morskiego w Świnoujściu. Inwestycja stanowi jeden z kluczowych projektów w ramach rządowego „Programu rozwoju polskich portów morskich do 2030 roku”. Jej celem jest zwiększenie udziału Polski w obsłudze globalnych łańcuchów logistycznych oraz umocnienie pozycji zespołu portów Szczecin–Świnoujście na Morzu Bałtyckim.

## Historia
Pod koniec 2015 roku rozpoczęła się publiczna debata na temat planów budowy portu kontenerowego w Świnoujściu. Inwestycja budziła kontrowersje ze względu na możliwy konflikt między gospodarką morską a turystyką, które są głównymi filarami lokalnej gospodarki. Przewodnicząca Rady Miasta, Joanna Agatowska, zwróciła uwagę na brak konsultacji społecznych i potencjalne zagrożenie dla charakteru uzdrowiskowego miasta. W odpowiedzi Zarząd Morskich Portów Szczecin i Świnoujście zapewnił, że wszelkie plany rozwojowe będą konsultowane, a rozwój portu będzie uwzględniać lokalne uwarunkowania i równowagę między turystyką, uzdrowiskiem a funkcją portową. Prezydent miasta Janusz Żmurkiewicz odrzucił sugestię, że rozwój portu zagraża turystyce. Przypomniał, że podobne obawy towarzyszyły wcześniej budowie terminala LNG, który nie wpłynął negatywnie na ruch turystyczny. Wyraził przekonanie, że Świnoujście może harmonijnie rozwijać oba sektory.
W grudniu 2015 roku Zarząd Morskich Portów Szczecin i Świnoujście przedstawił koncepcję budowy terminala kontenerowego w Świnoujściu, zakładającą współpracę z prywatnym inwestorem. Port miałby powstać po wschodniej stronie nowego falochronu, częściowo na terenach plażowych w wolińskiej części miasta. Projekt przewidywał budowę betonowego pirsu oraz obsługę do 1,5 mln TEU rocznie. Inwestycja miała objąć również budowę infrastruktury drogowej, umożliwiającej dojazd około 1000 pojazdów ciężarowych dziennie. Jej realizacja wiązała się z ingerencją w obszary chronione, m.in. Natura 2000, oraz koniecznością zmiany zagospodarowania przestrzennego. Podczas spotkań z udziałem samorządowców, mieszkańców i przedstawicieli branży turystycznej zgłaszano postulaty przeprowadzenia konsultacji społecznych oraz analiz wpływu na środowisko i turystykę. Prezydent Janusz Żmurkiewicz po raz kolejny wyraził poparcie dla inwestycji, wskazując na jej potencjalne znaczenie dla rozwoju gospodarczego miasta. Na etapie planowania pozostawało m.in. opracowanie studium wykonalności, obejmującego analizy środowiskowe oraz logistyczne – w tym połączenia drogowe i kolejowe. 

## Charakterystyka planowanego terminalu
Terminal kontenerowy w Świnoujściu ma umożliwić bezpośrednią obsługę kontenerowców oceanicznych o pojemności do 24 tys. TEU. Zakłada się, że port będzie posiadał zdolność przeładunkową rzędu 2 mln TEU rocznie oraz infrastrukturę umożliwiającą przeładunek kontenerów drogą morską, kolejową i drogową.
Teren inwestycji obejmuje m.in. budowę nabrzeży o długości przekraczającej 1,3 km, placów składowych, zaplecza technicznego oraz infrastruktury intermodalnej. W ramach inwestycji przewidziano także przebudowę dostępu drogowego i kolejowego do portu.
Pod uwagę wzięto dwa wariaty:
Wariant I
W wariancie pierwszym rozważanego rozwiązania technologicznego terminal kontenerowy został zlokalizowany wewnątrz Portu Zewnętrznego w Świnoujściu. Zakłada się, że będzie on pełnił funkcję terminalu typu feederowego oraz obsługi żeglugi bliskiego zasięgu, co wynika z ograniczeń dotyczących wielkości jednostek mogących zawijać do portu. Projekt przewiduje dwa główne obszary składowania kontenerów. Pierwszy z nich, położony bezpośrednio przy nabrzeżu przeładunkowym, obejmuje dwa rzędy bloków kontenerowych i dedykowany jest głównie relacji statek–barka. Drugi obszar, zlokalizowany dalej od linii nabrzeża, służy obsłudze kontenerów przeznaczonych do transportu lądowego, zarówno kolejowego, jak i drogowego. Terminal wyposażony będzie również w infrastrukturę specjalistyczną, taką jak miejsca postoju dla kontenerów chłodniczych i niebezpiecznych (z wyodrębnieniem odpowiednich stref), terminal kolejowy, magazyn konteneryzacyjny oraz plac dla kontenerów pustych. Ponadto w południowej części przewidziano warsztat, plac postojowy dla sprzętu przeładunkowego, parking dla pojazdów ciężarowych, punkt odpraw celnych oraz bramę wjazdową. Prognozowana zdolność przeładunkowa terminalu wynosi około 450 tys. TEU rocznie, z możliwością zwiększenia do około 600 tys. TEU w przypadku usprawnienia procesu rotacji kontenerów w porcie .
Wariant II
W wariancie drugim lokalizacja terminalu została przewidziana na wschód od falochronu wschodniego, na obszarze o powierzchni 104,8 ha. Projekt zakłada możliwość równoczesnej obsługi dwóch kontenerowców oceanicznych oraz jednego statku typu feeder. Dodatkowo przewidziano miejsce do obsługi barek. Część terminalu przeznaczona na place składowe została zaprojektowana z myślą o segregacji kontenerów według relacji (załadunkowej/wyładunkowej) oraz kierunku geograficznego i operatora linii żeglugowej. Głębokość operacyjna nabrzeża, wynosząca 540 metrów, została dostosowana do wymagań terminali tej wielkości. W południowej części terminalu przewidziano lokalizację terminalu kolejowego oraz strefy obsługi transportu drogowego. Projekt uwzględnia oddzielenie dróg dojazdowych od linii kolejowej prowadzącej do terminalu. Dodatkowa infrastruktura obejmuje: parking dla około 100 pojazdów ciężarowych, punkt odpraw z bramą wyposażoną w cztery stanowiska wjazdowe i cztery wyjazdowe, budynek administracyjny z parkingiem dla samochodów osobowych, warsztat i plac postojowy dla sprzętu technicznego, a także magazyn konteneryzacyjny z placem dla pustych kontenerów. Zakładana roczna zdolność przeładunkowa terminalu wynosi 1,5 mln TEU, z możliwością zwiększenia do 2 mln TEU przy skróceniu czasu przebywania kontenerów w porcie. W dłuższej perspektywie projekt dopuszcza rozbudowę, która pozwoliłaby osiągnąć łączną przepustowość 3 mln TEU rocznie. Wymagałoby to jednak budowy dodatkowych nabrzeży po wschodniej stronie terminalu, zwiększenia liczby urządzeń przeładunkowych oraz wzrostu intensywności ruchu jednostek pływających na torze wodnym. Terminal ma być przystosowany do obsługi jednostek oceanicznych o pojemności do 20 tys. TEU oraz statków feederowych o pojemności około 1500 TEU. Z uwagi na małe prawdopodobieństwo natychmiastowego osiągnięcia pełnej zdolności przeładunkowej, inwestycję zaplanowano jako trzyetapową: pierwszy etap zakłada obsługę 500 tys. TEU rocznie, drugi – 1 mln TEU, a trzeci – 1,5 mln TEU. Etapy dotyczą wyłącznie wyposażenia terminalu, natomiast podstawowa infrastruktura techniczna ma zostać zrealizowana w pełnym zakresie już na początku budowy .

### Położenie
Zgodnie z dokumentem rządowym „Program rozwoju polskich portów morskich do 2030 roku”, planowany głębokowodny terminal kontenerowy w Świnoujściu ma zostać zlokalizowany na wschód od istniejącego falochronu wschodniego Terminalu LNG, w granicach portu zewnętrznego. W tym celu przewiduje się rozszerzenie granic portu oraz zalądowienie części obszaru morskiego, co umożliwi budowę nowej infrastruktury przeładunkowej. Terminal ma być zbudowany na pirsie wychodzącym w morze, co ma ograniczyć ingerencję w środowisko naturalne oraz zapobiec wycince drzew na lądzie. Całość inwestycji zaprojektowano z uwzględnieniem zasady minimalizacji wpływu na otoczenie oraz z poszanowaniem dla wartości przyrodniczych i rekreacyjnych tej części miasta. W skład infrastruktury terminalu wejdą m.in. nabrzeża umożliwiające jednoczesną obsługę dwóch kontenerowców o długości do 400 metrów oraz jednego statku do 200 metrów. Roczna przepustowość terminalu ma wynosić około 1,5 miliona TEU. Przewiduje się możliwość zawijania największych jednostek, jakie mogą wpływać na Morze Bałtyckie. Do terminalu prowadzić będzie nowa droga dojazdowa o długości około 3 km, łącząca go z projektowanym węzłem drogowym Łunowo na trasie S3. Planowana jest także budowa infrastruktury kolejowej z torami zdawczo-odbiorczymi. Obie trasy mają ominąć zabudowę mieszkalną dzielnicy Warszów. Część ładunków będzie mogła być transportowana także drogą śródlądową. Na zapleczu terminalu powstaną place składowe oraz parkingi dla samochodów ciężarowych i osobowych. Powierzchnia zajmowana przez zaplecze logistyczne terminalu nie przekroczy 68 hektarów. W zależności od poziomu automatyzacji zatrudnienie znajdzie tam od 600 do 1000 osób, w tym wielu inżynierów i techników. W ramach towarzyszącej inwestycji zaplanowano również budowę promenady spacerowej wzdłuż plaży na Warszowie wraz z infrastrukturą turystyczną i rekreacyjną. Powstać mają: droga dojściowa do plaży, ścieżka rowerowa, oświetlenie, parking, toalety, punkty gastronomiczne i handlowe, stojaki rowerowe oraz punkt widokowy. Inwestycja ma wzbogacić ofertę turystyczną miasta i umożliwić dalszą rozbudowę Świnoujścia w kierunku Międzyzdrojów. Według przedstawicieli Zarządu Morskich Portów Szczecin i Świnoujście, projektowany terminal spełniać będzie najwyższe standardy bezpieczeństwa i ochrony środowiska. Jednocześnie, dzięki usytuowaniu na uboczu dzielnicy mieszkalnej, ma nie wpływać negatywnie na walory wypoczynkowe miasta. Obiekt ten, podobnie jak podobne terminale zlokalizowane w Barcelonie, Valencji, Pireusie czy La Spezii, ma również pełnić funkcję nowej atrakcji turystycznej.
Dodatkowo, w ramach potencjalnej rozbudowy zaplecza terminalowego, rozważane jest wykorzystanie terenów zlokalizowanych na wschodnim brzegu Świny (na wyspie Wolin), na odcinku pomiędzy Terminalem Promowym a przeprawą promową w Karsiborze. Obszary te są wskazane jako rezerwowe tereny portowe do przyszłego zagospodarowania.

## Charakterystyka portu w Świnoujściu
Port morski w Świnoujściu jest jednym z elementów zespołu portowego Szczecin–Świnoujście i funkcjonuje jako port o charakterze uniwersalnym. W strukturze przeładunków dominują ładunki masowe oraz drobnica obsługiwana w technologii ro-ro, natomiast kontenery stanowią jedynie marginalną część działalności przeładunkowej. Główne funkcje portowe realizowane są przez dwa terminale: port handlowy (OT Port Świnoujście), wyspecjalizowany w obsłudze ładunków masowych, oraz terminal promowy, który odgrywa istotną rolę w obsłudze ładunków toczonych i pasażerskich. Port posiada terminal zewnętrzny usytuowany bezpośrednio nad morzem, co skraca czas wejścia jednostek pływających.

## Warunki dostępu morskiego i lądowego
Dostępność od strony morza
Pod względem parametrów nawigacyjnych, port w Świnoujściu dysponuje odpowiednią głębokością toru wodnego, umożliwiającą zawijanie jednostek o zanurzeniu porównywalnym do tych obsługiwanych w portach w Gdyni czy Rostocku. Mimo to, port posiada ograniczenia w zakresie przestrzeni składowej, szczególnie w porównaniu z większymi portami regionu Morza Bałtyckiego, takimi jak Gdańsk, Ryga czy Lubeka.
Dostępność drogowa
Dostępność drogowa do portu przez wiele lat była istotnym ograniczeniem, ale od czasu wybudowania drogi ekspresowej S3 umożliwiające bezpośrednie połączenie Świnoujścia z południową granicą Polski zwiększyło efektywność transportu lądowego, szczególnie w relacjach tranzytowych z Republiką Czeską.
Dostępność kolejowa
Połączenie kolejowe stanowi fragment międzynarodowej magistrali kolejowej o przebiegu północ–południe (E-59/CE-59), będącej jednocześnie częścią bazowej sieci TEN-T.
Dostępność wodna od strony lądu
Położenie portu w Świnoujściu stwarza unikalną w skali kraju możliwość rozwoju śródlądowego transportu wodnego do przewozu kontenerów. Planowana modernizacja Odrzańskiej Drogi Wodnej umożliwi wykorzystywanie barek do obsługi transportu kontenerowego między portem a jego zapleczem. Dodatkowo, poprzez kanał Odra–Hawela, port posiada połączenie z zachodnioeuropejską siecią śródlądowych dróg wodnych.

## Powiązane inwestycje
Port w Świnoujściu, w ramach zespołu portowego Szczecin–Świnoujście, został wskazany jako bazowy port śródlądowy sieci TEN-T. Dla zwiększenia efektywności jego powiązań z zapleczem gospodarczym kraju i Europy Środkowej przewiduje się modernizację Odrzańskiej Drogi Wodnej (ODW), a w dalszej perspektywie również budowę połączeń wodnych Odra–Dunaj–Łaba i Kanału Śląskiego. Działania te mają na celu integrację świnoujskiego terminalu kontenerowego z europejską siecią transportu rzecznego i zwiększenie jego konkurencyjności jako portu intermodalnego.